# Commissione Lavoro - assistenza e previdenza sociale - cooperazione della Camera dei deputati
La Commissione permanente XIII Lavoro - assistenza e previdenza sociale - cooperazione della Camera dei deputati è stato un organo della Camera dei deputati della Repubblica italiana, istituito a partire dalla III legislatura della Repubblica Italiana dividendo le competenze della precedente Commissione Lavoro - emigrazione - cooperazione - previdenza e assistenza sociale - assistenza post-bellica - igiene e sanità pubblica con la Commissione Igiene e sanità pubblica. Nella X legislatura della Repubblica Italiana le competenze delle due Commissioni sono state riassegnate nelle attuali Commissione Lavoro pubblico e privato e Commissione Affari sociali.

## Composizione
La Commissione è composta da circa 45 deputati (di cui due segretari, due vicepresidenti e un presidente) scelti in modo omogeneo tra i componenti della Camera dei deputati, in modo da rispecchiarne le forze politiche presenti. Essi sono scelti dai gruppi parlamentari (e non dal Presidente, come invece accade per l'organismo della Giunta parlamentare): per la nomina dei membri ciascun Gruppo, entro cinque giorni dalla propria costituzione, procede, dandone comunicazione alla Presidenza della Camera, alla designazione dei propri rappresentanti nelle singole Commissioni permanenti.
Ogni deputato chiamato a far parte del governo o eletto presidente della Commissione è, per la durata della carica, sostituito dal suo gruppo nella Commissione con un altro deputato, che continuerà ad appartenere anche alla Commissione di provenienza. Tranne in rari casi nessun Deputato può essere assegnato a più di una Commissione permanente. Le Commissioni permanenti sono rinnovate dopo il primo biennio della legislatura ed i loro componenti possono essere confermati, ma i gruppi parlamentari possono cambiare i propri membri autonomamente in qualsiasi momento, sostituendoli, aggiungendoli o rimuovendoli, modificando di conseguenza anche il numero totale dei componenti della Commissione.

## Presidenti
| N°                                                           | Presidente | Presidente    | Presidente                          | Gruppo parlamentare                                                          | Mandato           | Mandato           | Legislatura |
| N°                                                           | Presidente | Presidente    | Presidente                          | Gruppo parlamentare                                                          | Inizio            | Fine              | Legislatura |
| ------------------------------------------------------------ | ---------- | ------------- | ----------------------------------- | ---------------------------------------------------------------------------- | ----------------- | ----------------- | ----------- |
| XIII Lavoro - assistenza e previdenza sociale - cooperazione |            |               |                                     |                                                                              |                   |                   |             |
| 1                                                            |            | senza cornice | Leopoldo Rubinacci (1903-1969)      | Democratico cristiano                                                        | 30 luglio 1958    | 30 giugno 1959    | III (1958)  |
| 2                                                            |            | senza cornice | Umberto Delle Fave (1912-1986)      | Democratico cristiano                                                        | 9 luglio 1959     | 7 settembre 1960  | III (1958)  |
| 3                                                            |            | senza cornice | Pietro Bucalossi (1905-1992)        | Partito Socialista Democratico Italiano                                      | 8 settembre 1960  | 15 maggio 1963    | III (1958)  |
| 4                                                            |            |               | Amos Zanibelli (1925-1985)          | Democratico cristiano                                                        | 12 luglio 1963    | 4 giugno 1968     | IV (1963)   |
| XIII Lavoro, assistenza e previdenza sociale, cooperazione   |            |               |                                     |                                                                              |                   |                   |             |
| 5                                                            |            | senza cornice | Nullo Biaggi (1917-1977)            | Democrazia Cristiana                                                         | 11 luglio 1968    | 24 maggio 1972    | V (1968)    |
| -                                                            |            |               | Amos Zanibelli (1925-1985)          | Democrazia Cristiana                                                         | 11 luglio 1972    | 4 luglio 1976     | VI (1972)   |
| 6                                                            |            | senza cornice | Renato Ballardini (1927)            | Partito Socialista Italiano                                                  | 27 luglio 1976    | 19 giugno 1979    | VII (1976)  |
| XIII Lavoro - assistenza e previdenza sociale - cooperazione |            |               |                                     |                                                                              |                   |                   |             |
| 7                                                            |            | senza cornice | Antonio Del Pennino (1939)          | Repubblicano                                                                 | 11 luglio 1979    | 29 aprile 1980    | VIII (1979) |
| 8                                                            |            | senza cornice | Elvio Alfonso Salvatore (1928-1990) | Partito Socialista Italiano                                                  | 7 maggio 1980     | 11 luglio 1983    | VIII (1979) |
| 9                                                            |            | senza cornice | Giorgio Ferrari (1931-1997)         | Misto-Partito Liberale Italiano (1983) Partito Liberale Italiano (1983-1987) | 11 agosto 1983    | 24 settembre 1985 | IX (1983)   |
| 10                                                           |            | senza cornice | Vincenzo Mancini (1931-1996)        | Democrazia Cristiana                                                         | 25 settembre 1985 | 1º luglio 1987    | IX (1983)   |